# Sender de Prats de Lluçanès

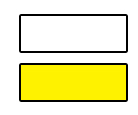
Marca de Sender de Petit Recorregut

El PR-C 44 és un sender circular, abalisat com a petit recorregut (PR) que surt de Prats de Lluçanès i dona una volta en forma de vuit pel seu rodal. Uneix diferents ermites, fonts i boscss. Remunta l'enclotada Font de les Coves, fins a trobar la llegendària Pedra Dreta, per camins plens d'històries i llegendes.

## Característiques
Durada5:58 h
Distància24,3 km
Comarca Osona

## Descripció de l'itinerari[4]
| Temps Totals | Distàncies Totals | Punt itinerari                                                                 |
| ------------ | ----------------- | ------------------------------------------------------------------------------ |
| 0:00 h       | 0,000 km          | Prats de Lluçanès. Monument de la Trencadansa.                                 |
| 0:10 h       | 0,600 km          | Ermita de Lurdes.                                                              |
| 0:15 h       | 0,900 km          | Creu de les Dones.                                                             |
| 0:28 h       | 1,700 km          | Masia del Marçal.                                                              |
| 0:57 h       | 3,600 km          | Font de les Coves.                                                             |
| 1:19 h       | 5,000 km          | Carretera de Lluçà. La Pedra Dreta.                                            |
| 1:30 h       | 5,700 km          | Masia del Grau i ermita de Sant Pere del Grau.                                 |
| 1:39 h       | 6,300 km          | Cadira d'En Galceran.                                                          |
| 1:48 h       | 7,200 km          | Roc Foradat o Roc de la Bruixa Napa.                                           |
| 2:03 h       | 8,300 km          | Ermita de Sant Sebastià.                                                       |
| 2:15 h       | 9,200 km          | Cruïlla a Sant Andreu de Llanars.                                              |
| 2:36 h       | 10,800 km         | Desviament a la dreta davant la masia de Teulats.                              |
| 2:46 h       | 11,400 km         | Serrat dels Morts.                                                             |
| 2:53 h       | 11,800 km         | Masia de les Canals.                                                           |
| 3:11 h       | 13,000 km         | Masia de la Serra dels Degollats.                                              |
| 3:42 h       | 15,100 km         | Carretera de Prats a Navàs, camí ramader i masia de la Costa de la Cavalleria. |
| 4:05 h       | 16,500 km         | Corriol a la font d'en Pere Costa.                                             |
| 4:14 h       | 17,100 km         | Pla de la masia de la Viscola.                                                 |
| 4:35 h       | 18,700 km         | Camp dels Timons.                                                              |
| 4:50 h       | 19,800 km         | Corriol a l'esquerra davant la masia de Galobardes.                            |
| 5:01 h       | 20,500 km         | Molí de Galobardes.                                                            |
| 5:12 h       | 21,200 km         | Església de Santa Eulàlia de Pardines.                                         |
| 5:39 h       | 22,900 km         | Desviament a Santa Llúcia i el Castell del Quer.                               |
| 5:42 h       | 23,100 km         | Carretera de Prats a Sant Feliu.                                               |
| 5:58 h       | 24,300 km         | Prats de Lluçanès. Monument a la Trencadansa.                                  |